# Road Fighter
Road Fighter é um jogo eletrônico de corrida desenvolvido pela Konami e lançado em 1984. Também foi o primeiro jogo de corrida de carros da Konami. O objetivo é alcançar a linha de chegada dentro dos estágios com um carro vermelho esportivo, sem esgotar o tempo, bater em outros carros ou ficar sem combustível (o combustível é reabastecido ao bater em um tipo especial de carro).
Foi lançado em 1984 para arcade, em 1985 para MSX e no começo dos anos 1990 para o console NES (Nintendo / Famicom).
A versão arcade é a mais completa de todas e com gráficos mais bonitos além dos diversos detalhes. A do MSX, apesar de perder em qualidade gráfica para a do NES, vence disparadamente em dificuldade. A versão para NES é a mais fácil, e seu carro parece leve, além dele possuir uma arrancada muito mais rápida do que a das demais versões. São seis etapas em arcade e em MSX e quatro no NES.
Em geral, Road Fighter exige tempo para o jogador em treinar não só o controle do carro, mas desviar dos carros de passeios, caminhões (principalmente dos que caem objetos de sua caçamba), carros que querem colocá-lo para fora da pista, seja fechando-os ou aparecendo por trás empurrando-o, além das manchas de óleo, poças d'água e pedras na pista.